# آنتیل بادپناه

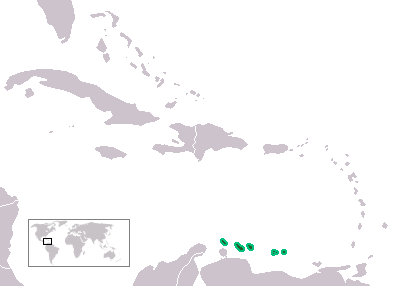
نقشه از آنتیل بادپناه

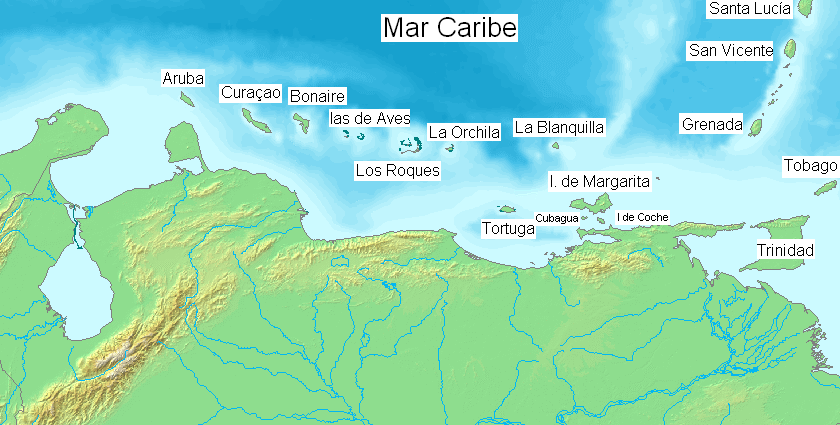
جزیره‌های آنتیل بادپناه

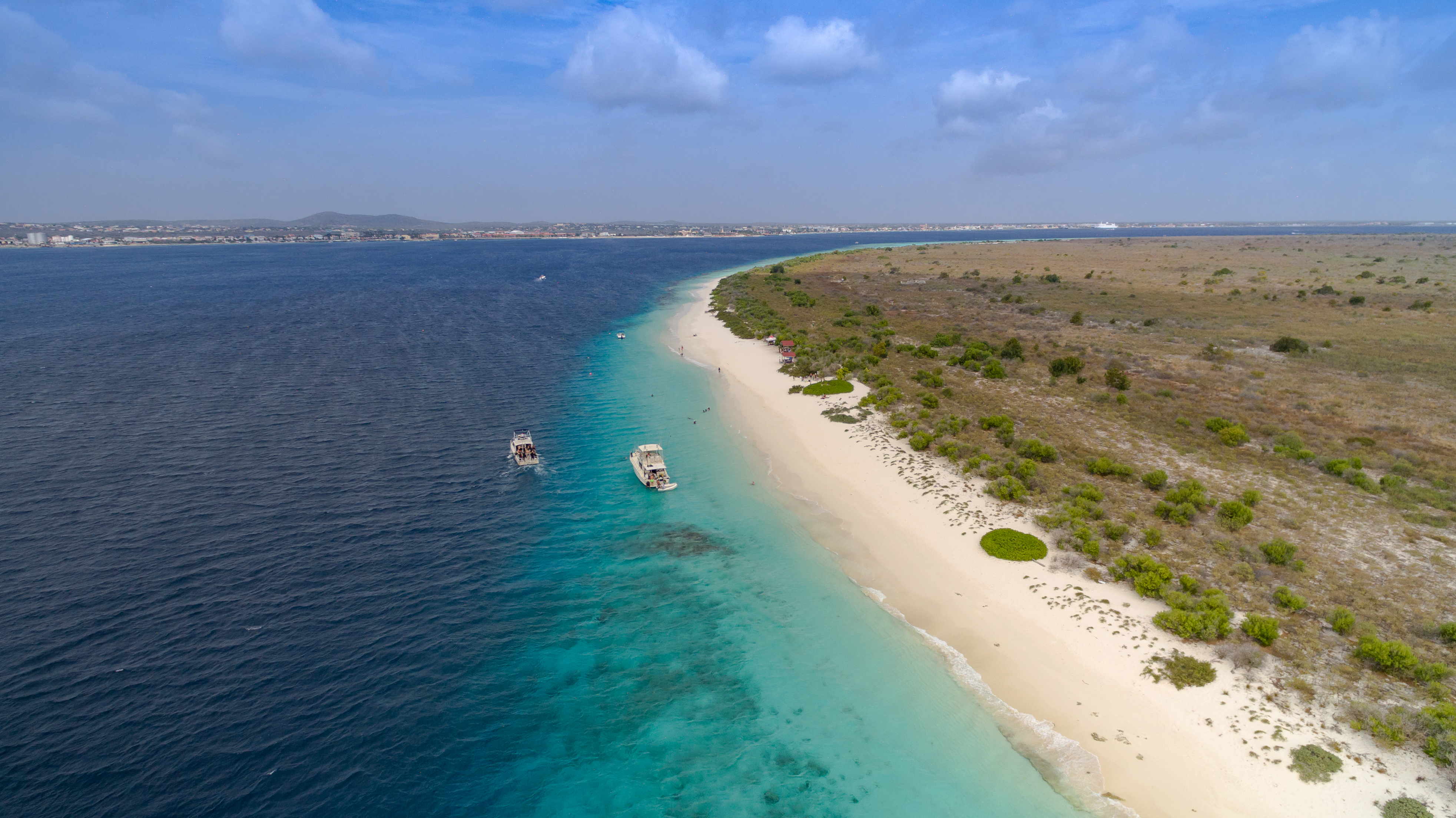
کلَین بونِیر، هلند

آنتیل بادپناه (هلندی: Benedenwindse Eilanden) زنجیره‌ای از جزایر در دریای کارائیب هستند.
جزایر آنتیل بادپناه زنجیره‌ای شرقی-غربی از جزایر نزدیک به سواحل آمریکای جنوبی هستند که اقلیمی خشک دارند زیرا بادهای تجاری رطوبت خود را روی گروه بادگیر می‌ریزند. آنتیل بادپناه از آروبا در غرب آغاز شده و تا ایسلا ده مارگاریتا در شرق ادامه می‌یابد.
در دریای کارائیب با حرکت به سمت شرق از آنتیل بادپناه به گروهی از جزایر به نام جزایر بادگیر می‌رسیم. در شمال جزیره‌های بادگیر هم گروه دیگری از جزایر قرار دارد به نام جزایر بادپناه که نباید نام آن‌ها را با آنتیل بادپناه اشتباه گرفت.
کمان جزیره‌ای آنتیل بادپناه که عمدتاً فاقد فعالیت آتشفشانی است، در امتداد لبه تغییر شکل یافته جنوبی صفحه کارائیب رخ می‌دهد و در اثر فرورانش صفحه در زیر صفحه آمریکای جنوبی تشکیل شده‌است.

## جزایر
آنتیل بادپناه شامل (تقریباً از غرب به شرق):
- جزایر ای‌بی‌سی (بخشی از پادشاهی هلند)
  - آروبا، کشور تشکیل دهنده پادشاهی هلند
  - بونیر، بخشی از کارائیب هلند
  - کوراسائو، کشور تشکیل دهنده پادشاهی هلند
- وابسته‌های فدرال ونزوئلا 
  - جزیره لا بلانکیلا
  - جزیره لا اورچیلا
  - جزیره لا سولا
  - جزیره تورتوگا
  - مجمع الجزایر لاس آوس
  - مجمع الجزایر لوس فرایلز
  - مجمع الجزایر لوس هرمانوس
  - مجمع الجزایر لوس مونجس
  - مجمع الجزایر لوس روکز
  - جزایر لوس تستیگوس
  - جزیره پاتوس
- ایالت نووا اسپارتا (ونزوئلا)
  - جزیره کوچ
  - جزیره کوباگوا
  - جزیره مارگاریتا